# Beniaján
Beniaján é uma localidade do município de Múrcia, na província e comunidade autónoma de Múrcia, Espanha. Tem 14,18 km² de área e em 2013 tinha 10 908 habitantes (densidade: 791,9 hab./km²).
Fica situada dentro da "Huerta de Múrcia", no pé da montanha que fecha o vale do rio Segura pelo sul, aproximadamente a 5 quilômetros da capital da região.
Desde o fim do século XIX, seu nome começou a ser conhecido a nível internacional pela produção abundante dos citrinos que são exportados para todo o mundo, uma atividade industrial muito enraizada no cidade e da qual foi e é tida uma referência.

## Lugares do interesse
- Igreja Arciprestal de San Juan Bautista (séculos XVII-XX)
- Capela-santuário de Nossa Senhora do Carmo (Beniaján)
- Capela de San Antón
- Igreja de Villanueva, lugar do veneracion da Virgen del Azahar (flor do citrus)
- Palacete de Pelegrín (edifício modernista que aloja as dependências do conselho de cidade)
- Casa de Pacorro
- Ecomuseo Gastronomico “El Bojal”
- La Barraca (museu costumbrista)
- Parque Regional "El Valle-Carrascoy" (montanhas e espaços naturais com proteção especial)

## Festividades
- San Antón (17 de janeiro)
- Carnaval
- Semana Santa, procissões dos nazarenos (encapuchados) que representam a morte de Cristo
- Romería de la Virgen del Azahar (1 de maio)
- Semana Cultural, música e folclore (em torno do 24 de junho)
- Nossa Senhora do Carmo, patrona da cidade (semana dos 16 de julho)
- Santa Cecilia (semana dos 22 de novembro)